# Доктор Чхон и потерянный талисман
«Доктор Чхон и потерянный талисман» (кор. 천박사 퇴마 연구소: 설경의 비밀) — южнокорейский фильм режиссёра Ким Сонсика. Основан на популярном вебтуне Ким Хонтхэ и Fresh «Одержимый». Фильм рассказывает о псевдоэкзорцисте, у которого нет способности видеть призраков, однако тот занимается делами с одержимостью демонами.

## В ролях
- Кан Донвон — Доктор Чхон[3]
- Хо Джунхо — Бомчхон[4]
- Эсом — Югён[5]
- Ли Донхви — Кан Дорён / Инбэ[6]
- Ким Джонсу — президент Хван[2]
- Пак Сои — Юмин[7]
- Джису — традиционная корейская фея[8]
- Пак Чонмин — шаман феи[8]
- Пак Мёнхун — господин Пак[8]
- Ли Джонъын — жена господина Пака[8]
- Чхо Ихён — дочь господина Пака[9]

## Производство
Кан Донвон, Ли Донхви и Эсом подтвердили свое участие в июле 2022 года. Весь основной состав был утвержден 19 сентября 2022 года. Съемки начались 14 сентября 2022 года.